# NGC 654
NGC 654 je otevřená hvězdokupa v souhvězdí Kasiopeji vzdálená od Země přibližně 6 660 světelných let. Objevil ji William Herschel 3. listopadu 1787.

## Pozorování

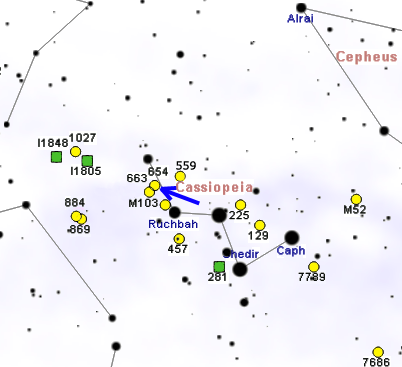
Poloha NGC 654 v souhvězdí Kasiopeji

Hvězdokupa se na obloze nachází 2,5° severovýchodně od hvězdy Ksora (δ Cas), směrem ke hvězdě Segin (ε Cas). Je to hvězdokupa s velmi malými rozměry, kterou je možné pozorovat až velkými triedry nebo malými dalekohledy. Její hlavní hvězdy se nachází na jižní straně a jsou to žlutý veleobr s magnitudou 7,3 a označením HD 10494 a modrý veleobr s magnitudou 9,6 a katalogovým označením HIP 8074, která je obklopena reflexní mlhovinou vdB 6. Ostatní hvězdy nedosahují 10. magnitudy a mohou být pozorovány dalekohledy o průměru 100 až 120 mm nebo většími.
Pouhých 40' jihovýchodně od NGC 654 se nachází hvězdokupa NGC 663 a necelé dva stupně jihozápadně leží jasná hvězdokupa Messier 103.
Hvězdokupu je možné snadno pozorovat zejména na severní polokouli, na jejíž velké části je hvězdokupa cirkumpolární. Naopak na jižní polokouli je její pozorování omezeno pouze na tropické a subtropické oblasti. Nejvhodnější období pro její pozorování na večerní obloze se zhruba kryje s obdobím podzimu na severní polokouli, přesněji od září do ledna, ale na severní polokouli zůstává viditelná vysoko na obloze v ještě delším období během roku.

## Historie pozorování
Hvězdokupu objevil William Herschel 3. listopadu 1787 spolu s dalšími blízkými otevřenými hvězdokupami během svého pozorování severní části Mléčné dráhy. Popsal ji takto: "malá hvězdokupa tvořená poměrně jasnými hvězdami, značně bohatá."
Jeho syn John ji později znovu pozoroval a zařadil ji do svého katalogu mlhovin a hvězdokup General Catalogue of Nebulae and Clusters pod číslem 387.

## Vlastnosti
Hvězdokupu tvoří přibližně 60 hvězd, mezi kterými jsou i hvězdy před hlavní posloupností,
jejichž stáří může být 10 milionů let nebo i méně, zatímco ostatní hvězdy mají stáří kolem 15 až 20 milionů let, takže tvorba hvězd asi pokračovala i po vzniku hlavních členů hvězdokupy. Hvězdy s hmotností 1,7 {\displaystyle M_{\odot }} nebo větší, kterým v případě této hvězdokupy odpovídá jejich zdánlivá magnituda 17, již však pravděpodobně dosáhly hlavní posloupnosti. Mezihvězdné prostředí uvnitř hvězdokupy se zdá být velmi řídké a dokazuje to i slabá absorpce záření hvězd ve středu hvězdokupy. Absorpce záření okrajových hvězd je naopak vyšší a díky tomu se můžeme domnívat, že zbylý plyn mohl být odehnán silnými hvězdnými větry nejhmotnějších hvězd, nebo výbuchy supernov.
Hvězdokupa NGC 654 a s ní spojená mlhovina vdB 6 jsou součástí OB asociace Cassiopeia OB8, která se rozprostírá směrem ke středové oblasti souhvězdí Kasiopeji. Při její odhadované vzdálenosti kolem 2 600 parseků (8 500 světelných let) se nachází v rameni Persea mezi sousedními asociacemi Cassiopeia OB1 a Perseus OB1. Mnoho členů této asociace je možné pozorovat i malým triedrem a patří do ní také některé další nejznámější otevřené hvězdokupy v souhvězdí Kasiopeji, jako například Messier 103, NGC 663 a NGC 659.